# Mina de Can Xirot
La Mina de Can Xirot era una mina de ferro situada a la finca Can Xirot, al turó del Carmel de Barcelona. S'anomenava també Mina de ferro de Gràcia perquè en el moment d'iniciar-se l'explotació, cap el 1875, l'indret pertanyia a la vila de Gràcia. La va explotar la foneria Font, Alexander y Cia, establerta al Clot, fins al 1862.
Es tracta d'una mina amb dues galeries superposades, de més de 200 metres de longitud, que s'entrecreuen a diferents alçades aprofitant els desnivells del terreny, amb dues entrades independents.
La seva explotació, com la de la propera mina de les Coves d'en Cimany, es degué a la necessitat de ferro per a la indústria siderúrgica, i va ser afavorida per la Llei de mines de 1859, que defensava els interessos del descobridors de jaciments, declarant-los propietaris de les extraccions encara que els terrenys no fossin seus. L'excavació es feia manualment amb l'ajut de piolets o altres estris semblants. Tanmateix, l'explotació va durar pocs anys, ja que el material extret era escàs i tenia poca qualitat.